# Bundestagswahlkreis Leipzig-Land
Der Bundestagswahlkreis Leipzig-Land (Wahlkreis 153; bis zur Bundestagswahl 2021 Wahlkreis 154) ist ein Wahlkreis in Sachsen. Er umfasst den Landkreis Leipzig. Bei den Bundestagswahlen 2002 und 2005 hieß der Vorgängerwahlkreis Leipziger Land – Muldentalkreis. Dieser war aus dem Wahlkreis  Leipzig-Land – Borna – Geithain und einem Teil des Wahlkreises Döbeln – Grimma – Oschatz gebildet worden.

## Geschichte
Mit der Kreisreform von 2008 wurden auch die Wahlkreise in Sachsen grundsätzlich neu gestaltet. Der Wahlkreis Leipzig-Land veränderte sich dadurch flächenmäßig nicht, sondern es wurde nur sein Name angepasst. Zur Bundestagswahl 2013 wurde die Nummer des Wahlkreises von 155 in 154 geändert.
| Wahl      | Wahlkreisname                       | Gebiet                                                                                               |
| --------- | ----------------------------------- | --- |
| 1990      | 311 Leipzig-Land – Borna – Geithain | Landkreis Leipzig, Landkreis Borna, Landkreis Geithain                                               |
| 1994–1998 | 311 Leipzig-Land – Borna – Geithain | Teile der Stadt Leipzig, Gemeinden der Landkreise Leipziger Land, Mittweida und des Muldentalkreises |
| 2002–2005 | 155 Leipziger Land – Muldentalkreis | Landkreis Leipziger Land, Muldentalkreis                                                             |
| 2009      | 155 Leipzig-Land                    | Landkreis Leipzig                                                                                    |
| 2013–2021 | 154 Leipzig-Land                    | Landkreis Leipzig                                                                                    |
| 2025–     | 153 Leipzig-Land                    | Landkreis Leipzig                                                                                    |

## Wahlkreisabgeordnete
| Wahl | Abgeordneter | Abgeordneter       | Partei | Stimmen in % |
| ---- | ------------ | ------------------ | ------ | ------------ |
| 1990 |              | Rolf Rau           | CDU    | 51,7         |
| 1994 | 49,6         | Rolf Rau           | CDU    |              |
| 1998 |              | Jürgen Wieczorek   | SPD    | 37,6         |
| 2002 | 39,7         | Jürgen Wieczorek   | SPD    |              |
| 2005 |              | Katharina Landgraf | CDU    | 34,9         |
| 2009 | 41,7         | Katharina Landgraf | CDU    |              |
| 2013 | 51,3         | Katharina Landgraf | CDU    |              |
| 2017 | 34,1         | Katharina Landgraf | CDU    |              |
| 2021 |              | Edgar Naujok       | AfD    | 24,6         |
| 2025 | 38,2         | Edgar Naujok       | AfD    |              |

## Wahlergebnisse

### Bundestagswahl 2025
| Kandidaten                                             | Kandidaten                | Parteien/Listen       | Erststimmen | Erststimmen | Zweitstimmen | Zweitstimmen |
| Kandidaten                                             | Kandidaten                | Parteien/Listen       | Stimmen     | %           | Stimmen      | %            |
| ------------------------------------------------------ | ------------------------- | --------------------- | ----------- | ----------- | ------------ | ------------ |
|                                                        | Franziska Mascheck        | SPD                   | 18.676      | 10,9        | 15.098       | 8,8          |
|                                                        | Jörg Heuter               | CDU                   | 42.046      | 24,6        | 38.113       | 22,3         |
|                                                        | Tom Pfandt                | Bündnis 90/Die Grünen | 6.053       | 3,5         | 7.869        | 4,6          |
|                                                        | Stephan Mielsch           | FDP                   | 4.395       | 2,6         | 5.854        | 3,4          |
|                                                        | Edgar Naujokgewählt im WK | AfD                   | 65.318      | 38,2        | 65.867       | 38,5         |
|                                                        | Jens Kretzschmar          | Die Linke             | 14.944      | 8,7         | 15.004       | 8,8          |
|                                                        | Michael Voigt             | Freie Wähler          | 8.207       | 4,8         | 4.369        | 2,6          |
|                                                        | –                         | Tierschutzpartei      | –           | –           | 1.973        | 1,2          |
|                                                        | –                         | Die PARTEI            | –           | –           | 696          | 0,4          |
|                                                        | –                         | Piraten               | –           | –           | 218          | 0,1          |
|                                                        | –                         | Volt                  | –           | –           | 826          | 0,5          |
|                                                        | Mariano Dechow            | PdH                   | 486         | 0,3         | 206          | 0,1          |
|                                                        | –                         | MLPD                  | –           | –           | 72           | 0,0          |
|                                                        | –                         | Bündnis Deutschland   | –           | –           | 307          | 0,2          |
|                                                        | Hendrik Rudolph           | BSW                   | 10.899      | 6,4         | 14.708       | 8,6          |
| Gesamt                                                 | Gesamt                    | Gesamt                | 171.024     | 100         | 171.180      | 100          |
|                                                        |                           |                       |             |             |              |              |
| Ungültige Stimmen                                      | Ungültige Stimmen         | Ungültige Stimmen     | 1.220       | 0,7         | 1.064        | 0,6          |
| Wähler                                                 | Wähler                    | Wähler                | 172.244     | 81,7        | 172.244      | 81,7         |
| Wahlberechtigte                                        | Wahlberechtigte           | Wahlberechtigte       | 210.845     |             | 210.845      |              |
|                                                        |                           |                       |             |             |              |              |
| Quellen: Die Bundeswahlleiterin, Kandidaten – Ergebnis |                           |                       |             |             |              |              |

### Bundestagswahl 2021
| Kandidaten                     | Kandidaten                   | Parteien/Listen      | Erststimmen | Erststimmen | Zweitstimmen | Zweitstimmen |
| Kandidaten                     | Kandidaten                   | Parteien/Listen      | Stimmen     | %           | Stimmen      | %            |
| ------------------------------ | ---------------------------- | -------------------- | ----------- | ----------- | ------------ | ------------ |
|                                | Edgar Naujokgewählt im WK    | AfD                  | 39.348      | 24,6        | 38.458       | 24,0         |
|                                | Georg-Ludwig von Breitenbuch | CDU                  | 39.066      | 24,4        | 32.711       | 20,4         |
|                                | Julia Schramm                | Linke                | 12.672      | 7,9         | 12.362       | 7,7          |
|                                | Franziska Mascheck           | SPD                  | 31.989      | 20,0        | 34.104       | 21,3         |
|                                | Olaf Winne                   | FDP                  | 15.698      | 9,8         | 18.322       | 11,4         |
|                                | Matthias Vialon              | Grüne                | 8.056       | 5,0         | 9.381        | 5,8          |
|                                | -                            | Tierschutzpartei     | –           | –           | 3.099        | 1,9          |
|                                | Sabine Küchler               | Die PARTEI           | 3.187       | 2,0         | 1.743        | 1,1          |
|                                | -                            | NPD                  | –           | –           | 461          | 0,3          |
|                                | Denise Wendt                 | Freie Wähler         | 6.081       | 3,8         | 3.973        | 2,5          |
|                                | -                            | PIRATEN              | –           | –           | 496          | 0,3          |
|                                | Harald Vauk                  | ÖDP                  | 480         | 0,3         | 278          | 0,2          |
|                                | -                            | V-Partei3            | –           | –           | 116          | 0,1          |
|                                | -                            | MLPD                 | –           | –           | 87           | 0,1          |
|                                | Christian Toloczyki          | dieBasis             | 3.145       | 2,0         | 2.403        | 1,5          |
|                                | -                            | Bündnis C            | –           | –           | 186          | 0,1          |
|                                | -                            | III. Weg             | –           | –           | 328          | 0,2          |
|                                | -                            | DKP                  | –           | –           | 115          | 0,1          |
|                                | -                            | Die Humanisten       | –           | –           | 175          | 0,1          |
|                                | -                            | Gesundheitsforschung | –           | –           | 897          | 0,6          |
|                                | -                            | Team Todenhöfer      | –           | –           | 373          | 0,2          |
|                                | -                            | Volt                 | –           | –           | 379          | 0,2          |
|                                | Daniel Zimmet                | Einzelbewerber       | 519         | 0,3         | –            | –            |
| Gesamt                         | Gesamt                       | Gesamt               | 160.241     | 100         | 160.447      | 100          |
|                                |                              |                      |             |             |              |              |
| Ungültige Stimmen              | Ungültige Stimmen            | Ungültige Stimmen    | 2.042       | 1,3         | 1.836        | 1,1          |
| Wähler                         | Wähler                       | Wähler               | 162.283     | 76,2        | 162.283      | 76,2         |
| Wahlberechtigte                | Wahlberechtigte              | Wahlberechtigte      | 212.853     |             | 212.853      |              |
|                                |                              |                      |             |             |              |              |
| Quellen: Der Bundeswahlleiter, |                              |                      |             |             |              |              |

### Bundestagswahl 2017
| Kandidaten                     | Kandidaten                      | Parteien/Listen   | Erststimmen | Erststimmen | Zweitstimmen | Zweitstimmen |
| Kandidaten                     | Kandidaten                      | Parteien/Listen   | Stimmen     | %           | Stimmen      | %            |
| ------------------------------ | ------------------------------- | ----------------- | ----------- | ----------- | ------------ | ------------ |
|                                | Katharina Landgrafgewählt im WK | CDU               | 54.152      | 34,1        | 47.944       | 30,1         |
|                                | Axel Troost                     | Die Linke         | 24.801      | 15,6        | 23.368       | 14,7         |
|                                | Markus Bergforth                | SPD               | 18.221      | 11,5        | 18.139       | 11,4         |
|                                | Lars Herrmann                   | AfD               | 45.563      | 28,7        | 42.823       | 26,9         |
|                                | Gerd Lippold                    | GRÜNE             | 6.219       | 3,9         | 5.157        | 3,2          |
|                                | –                               | NPD               | –           | –           | 1.793        | 1,1          |
|                                | Katja Tavernaro                 | FDP               | 10.048      | 6,3         | 12.859       | 8,1          |
|                                | –                               | PIRATEN           | –           | –           | 505          | 0,3          |
|                                | –                               | FREIE WÄHLER      | –           | –           | 1.580        | 1,0          |
|                                | –                               | BüSo              | –           | –           | 100          | 0,1          |
|                                | –                               | MLPD              | –           | –           | 168          | 0,1          |
|                                | –                               | BGE               | –           | –           | 510          | 0,3          |
|                                | –                               | DiB               | –           | –           | 297          | 0,2          |
|                                | –                               | ÖDP               | –           | –           | 251          | 0,2          |
|                                | –                               | Die PARTEI        | –           | –           | 1.366        | 0,9          |
|                                | –                               | Tierschutzpartei  | –           | –           | 2.298        | 1,4          |
|                                | –                               | V-Partei³         | –           | –           | 233          | 0,1          |
| Gesamt                         | Gesamt                          | Gesamt            | 159.004     | 100         | 159.391      | 100          |
|                                |                                 |                   |             |             |              |              |
| Ungültige Stimmen              | Ungültige Stimmen               | Ungültige Stimmen | 2.317       | 1,4         | 1.930        | 1,2          |
| Wähler                         | Wähler                          | Wähler            | 161.321     | 74,8        | 161.321      | 74,8         |
| Wahlberechtigte                | Wahlberechtigte                 | Wahlberechtigte   | 215.616     |             | 215.616      |              |
|                                |                                 |                   |             |             |              |              |
| Quellen: Der Bundeswahlleiter, |                                 |                   |             |             |              |              |

### Bundestagswahl 2013
| Kandidaten                     | Kandidaten                      | Parteien/Listen   | Erststimmen | Erststimmen | Zweitstimmen | Zweitstimmen |
| Kandidaten                     | Kandidaten                      | Parteien/Listen   | Stimmen     | %           | Stimmen      | %            |
| ------------------------------ | ------------------------------- | ----------------- | ----------- | ----------- | ------------ | ------------ |
|                                | Katharina Landgrafgewählt im WK | CDU               | 76.273      | 51,3        | 68.348       | 45,8         |
|                                | Axel Troost                     | LINKE             | 31.865      | 21,4        | 29.716       | 19,9         |
|                                | Harald Redepenning              | SPD               | 23.542      | 15,8        | 22.681       | 15,2         |
|                                | Steve Görnitz                   | FDP               | 2.890       | 1,9         | 4.292        | 2,9          |
|                                | Tommy Penk                      | GRÜNE             | 4.905       | 3,3         | 4.899        | 3,3          |
|                                | Maik Scheffler                  | NPD               | 6.066       | 4,1         | 4.513        | 3,0          |
|                                | —                               | BüSo              | –           | –           | 172          | 0,1          |
|                                | —                               | MLPD              | –           | –           | 137          | 0,1          |
|                                | —                               | AfD               | –           | –           | 9.562        | 6,4          |
|                                | —                               | pro Deutschland   | –           | –           | 495          | 0,3          |
|                                | —                               | Freie Wähler      | –           | –           | 1.485        | 1,0          |
|                                | Andreas Vogt                    | PIRATEN           | 3.199       | 2,2         | 2.905        | 1,9          |
| Gesamt                         | Gesamt                          | Gesamt            | 148.740     | 100         | 149.205      | 100          |
|                                |                                 |                   |             |             |              |              |
| Ungültige Stimmen              | Ungültige Stimmen               | Ungültige Stimmen | 2.797       | 1,8         | 2.332        | 1,5          |
| Wähler                         | Wähler                          | Wähler            | 151.537     | 68,8        | 151.537      | 68,8         |
| Wahlberechtigte                | Wahlberechtigte                 | Wahlberechtigte   | 220.400     |             | 220.400      |              |
|                                |                                 |                   |             |             |              |              |
| Quellen: Der Bundeswahlleiter, |                                 |                   |             |             |              |              |

### Bundestagswahl 2009
Die Bundestagswahl 2009 hatte im Wahlkreis Leipzig-Land (als Nr. 155) folgendes Ergebnis:
| Kandidaten                     | Kandidaten                      | Parteien/Listen   | Erststimmen | Erststimmen | Zweitstimmen | Zweitstimmen |
| Kandidaten                     | Kandidaten                      | Parteien/Listen   | Stimmen     | %           | Stimmen      | %            |
| ------------------------------ | ------------------------------- | ----------------- | ----------- | ----------- | ------------ | ------------ |
|                                | Katharina Landgrafgewählt im WK | CDU               | 60.969      | 41,7        | 53.735       | 36,7         |
|                                | Daniel Werner                   | SPD               | 23.471      | 16,1        | 23.354       | 16,0         |
|                                | Axel Troost                     | LINKE             | 33.044      | 22,6        | 34.826       | 23,8         |
|                                | Christoph Waitz                 | FDP               | 14.799      | 10,1        | 19.240       | 13,2         |
|                                | Leon Wolff                      | GRÜNE             | 6.745       | 4,6         | 7.533        | 5,1          |
|                                | Marcus Müller                   | NPD               | 5.988       | 4,1         | 5.751        | 3,9          |
|                                | —                               | BüSo              | –           | –           | 1.032        | 0,7          |
|                                | —                               | REP               | –           | –           | 462          | 0,3          |
|                                | —                               | MLPD              | –           | –           | 375          | 0,3          |
|                                | Uwe Teske                       | Einzelbewerber    | 1.090       | 0,7         | –            | –            |
| Gesamt                         | Gesamt                          | Gesamt            | 146.106     | 100         | 146.308      | 100          |
|                                |                                 |                   |             |             |              |              |
| Ungültige Stimmen              | Ungültige Stimmen               | Ungültige Stimmen | 2.283       | 1,5         | 2.081        | 1,4          |
| Wähler                         | Wähler                          | Wähler            | 148.389     | 64,2        | 148.389      | 64,2         |
| Wahlberechtigte                | Wahlberechtigte                 | Wahlberechtigte   | 231.084     |             | 231.084      |              |
|                                |                                 |                   |             |             |              |              |
| Quellen: Der Bundeswahlleiter, |                                 |                   |             |             |              |              |

### Bundestagswahl 2005
| Kandidaten                     | Kandidaten                      | Parteien/Listen   | Erststimmen | Erststimmen | Zweitstimmen | Zweitstimmen |
| Kandidaten                     | Kandidaten                      | Parteien/Listen   | Stimmen     | %           | Stimmen      | %            |
| ------------------------------ | ------------------------------- | ----------------- | ----------- | ----------- | ------------ | ------------ |
|                                | Katharina Landgrafgewählt im WK | CDU               | 61.178      | 34,9        | 54.180       | 30,9         |
|                                | Jürgen Wieczorek                | SPD               | 51.962      | 29,6        | 46.534       | 26,5         |
|                                | Christoph Weitz                 | FDP               | 9.710       | 5,5         | 16.160       | 9,2          |
|                                | Monika Runge                    | Die Linke.        | 37.850      | 21,6        | 39.813       | 22,7         |
|                                | Eckart Wolff                    | GRÜNE             | 4.025       | 2,3         | 7.115        | 4,1          |
|                                | Marcus Müller                   | NPD               | 7.966       | 4,5         | 7.681        | 4,4          |
|                                | –                               | REP               | –           | –           | 561          | 0,3          |
|                                | –                               | PBC               | –           | –           | 594          | 0,3          |
|                                | Karsten Werner                  | BüSo              | 1.366       | 0,8         | 861          | 0,5          |
|                                | –                               | AGFG              | –           | –           | 1.327        | 0,8          |
|                                | –                               | MLPD              | –           | –           | 217          | 0,1          |
|                                | –                               | PSG               | –           | –           | 519          | 0,3          |
|                                | Helmuth Blaßkiewitz             | Einzelbewerber    | 1.442       | 0,8         | –            | –            |
| Gesamt                         | Gesamt                          | Gesamt            | 175.499     | 100         | 175.562      | 100          |
|                                |                                 |                   |             |             |              |              |
| Ungültige Stimmen              | Ungültige Stimmen               | Ungültige Stimmen | 3.223       | 1,8         | 3.160        | 1,8          |
| Wähler                         | Wähler                          | Wähler            | 178.722     | 76,0        | 178.722      | 76,0         |
| Wahlberechtigte                | Wahlberechtigte                 | Wahlberechtigte   | 235.291     |             | 235.291      |              |
|                                |                                 |                   |             |             |              |              |
| Quellen: Der Bundeswahlleiter, |                                 |                   |             |             |              |              |

### Bundestagswahl 2002
| Kandidaten                     | Kandidaten                    | Parteien/Listen   | Erststimmen | Erststimmen | Zweitstimmen | Zweitstimmen |
| Kandidaten                     | Kandidaten                    | Parteien/Listen   | Stimmen     | %           | Stimmen      | %            |
| ------------------------------ | ----------------------------- | ----------------- | ----------- | ----------- | ------------ | ------------ |
|                                | Jörg Grundig                  | CDU               | 59.555      | 35,0        | 54.642       | 32,1         |
|                                | Jürgen Wieczorekgewählt im WK | SPD               | 67.571      | 39,7        | 64.201       | 37,7         |
|                                | Heidemarie Lüth               | PDS               | 26.030      | 15,3        | 26.067       | 15,3         |
|                                | Monika Rauer                  | GRÜNE             | 4.134       | 2,4         | 6.283        | 3,7          |
|                                | Jörg Bretschneider            | FDP               | 11.344      | 6,7         | 12.314       | 7,2          |
|                                | –                             | REP               | –           | –           | 1.082        | 0,6          |
|                                | –                             | NPD               | –           | –           | 2.149        | 1,3          |
|                                | Jürgen Korschewski            | PBC               | 1.381       | 0,8         | 697          | 0,4          |
|                                | –                             | GRAUE             | –           | –           | 712          | 0,4          |
|                                | −                             | BüSo              | –           | –           | 291          | 0,2          |
|                                | –                             | Schill            | –           | –           | 1.990        | 1,2          |
| Gesamt                         | Gesamt                        | Gesamt            | 170.015     | 100         | 170.428      | 100          |
|                                |                               |                   |             |             |              |              |
| Ungültige Stimmen              | Ungültige Stimmen             | Ungültige Stimmen | 3.172       | 1,8         | 2.759        | 1,6          |
| Wähler                         | Wähler                        | Wähler            | 173.187     | 73,6        | 173.187      | 73,6         |
| Wahlberechtigte                | Wahlberechtigte               | Wahlberechtigte   | 235.164     |             | 235.164      |              |
|                                |                               |                   |             |             |              |              |
| Quellen: Der Bundeswahlleiter, |                               |                   |             |             |              |              |